# Cnemotrupes semiopacus
Cnemotrupes semiopacus är en skalbaggsart som beskrevs av Henri Jekel 1865. Cnemotrupes semiopacus ingår i släktet Cnemotrupes och familjen tordyvlar. Inga underarter finns listade i Catalogue of Life.